# توماس هوارث
توماس هوارث (بالإنجليزية: Thomas Howarth)‏ (7 يوليو 1879 بإنجلترا في المملكة المتحدة - 1959) هو لاعب كرة قدم بريطاني (وحمل سابقاً جنسية المملكة المتحدة لبريطانيا العظمى وأيرلندا) في مركز نصف الجناح. لعب مع نادي برينتفورد ونادي بيرنلي.